# 法若勒 (塔恩-加龙省)
法若勒（法語：Fajolles，法語發音：[faʒɔl]）是法国奥克西塔尼大区塔恩-加龙省的一个市镇，属于卡斯泰尔萨拉桑区。

## 地理
法若勒（43°58'3"N, 1°0'51"E）面积9.32 平方千米，位于法国奧克西塔尼大區塔恩-加龙省，该省份为法国西南部内陆省份，北起顺时针与洛特省、阿韦龙省、塔恩省、上加龙省、热尔省和洛特-加龙省接壤。
与法若勒接壤的市镇（或旧市镇、城区）包括：昂日维尔、库蒂尔、加尔冈维拉、圣阿鲁梅、塞里尼亚克。

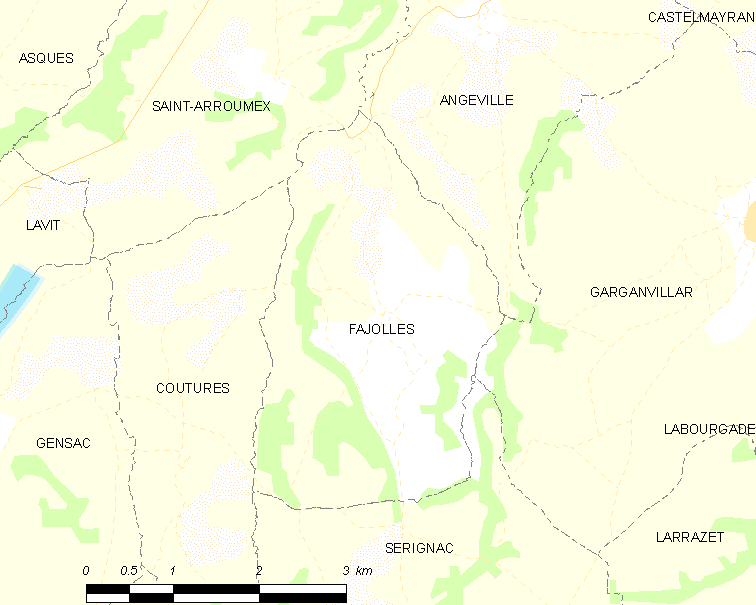
的OSM定位图

法若勒的时区为UTC+01:00、UTC+02:00（夏令时）。

## 行政
法若勒的邮政编码为82210，INSEE市镇编码为82058。

## 政治
法若勒所属的省级选区为博蒙德洛马涅县。

## 人口

1962-2008年间人口变化图示

法若勒于2022年1月1日时的人口数量为109人。